# Esiliiga 1999
Die Esiliiga 1999 war die neunte Spielzeit der zweithöchsten estnischen Fußball-Spielklasse der Herren. Sie begann am 6. April und endete am 30. Oktober 1999.
Aufgrund der Auflösung des Sechstplatzierten der Meistriliiga FC Lantana Tallinn am Saisonende 1999 stieg der FC Lootus Kohtla-Järve in die Meistriliiga auf. Der FC Valga ersetzte den Lelle SK im folgenden Jahr in der Meistriliiga.

## Modus
Die acht Mannschaften spielten an 28 Spieltagen jeweils viermal gegeneinander. Der Meister stieg direkt in die Meistriliiga auf, während der Zweitplatzierte über die Relegation gegen den Siebten der Meistriliiga aufsteigen konnte. Der Tabellenletzte stieg direkt ab.

## Vereine
Aus der II Liiga kamen FC Lelle, FC M.C. Tallinn und FC Maardu hinzu. Letztgenannter ist die zweite Mannschaft vom FC Levadia Maardu, der in der Meistriliiga spielte.
| Verein                 | Stadt        | Stadion                  | Kapazität |
| ---------------------- | ------------ | ------------------------ | --------- |
| FC Maardu              | Maardu       | Kadrioru staadion        | 5.000     |
| KSK Vigri Tallinn      | Tallinn      | Marlekor staadion        | 3.000     |
| FC Lootus Kohtla-Järve | Kohtla-Järve | Spordikeskuse Stadion    | 2.200     |
| FC Kuressaare          | Kuressaare   | Kuressaare linnastaadion | 2.000     |
| FC M.C. Tallinn        | Tallinn      | Kernu Põhikooli staadion | 0250      |
| FC Lelle               | Lelle        | Lelle staadion           | 0500      |
| FC Valga               | Valga        | Keskstaadion             | 0500      |
| JK Kalev Sillamäe      | Sillamäe     | Sillamäe Kalevi staadion | 0500      |

## Abschlusstabelle
| Pl. | Verein                   | Sp. | S  | U | N  | Tore    | Diff. | Punkte |
| --- | ------------------------ | --- | -- | - | -- | ------- | ----- | ------ |
| 1.  | FC Kuressaare            | 28  | 21 | 4 | 3  | 092:250 | +67   | 67     |
| 2.  | FC Lootus Kohtla-Järve 1 | 28  | 21 | 2 | 5  | 080:330 | +47   | 65     |
| 3.  | KSK Vigri Tallinn 2      | 28  | 18 | 6 | 4  | 070:280 | +42   | 60     |
| 4.  | FC Valga 3               | 28  | 11 | 2 | 15 | 034:590 | −25   | 35     |
| 5.  | FC M.C. Tallinn (N)      | 28  | 9  | 4 | 15 | 039:730 | −34   | 31     |
| 6.  | FC Maardu 4              | 28  | 8  | 6 | 14 | 047:590 | −12   | 30     |
| 7.  | FC Lelle (N) 5           | 28  | 5  | 2 | 21 | 026:750 | −49   | 17     |
| 8.  | JK Kalev Sillamäe        | 28  | 5  | 2 | 21 | 026:620 | −36   | 17     |

Platzierungskriterien: 1. Punkte – 2. Direkter Vergleich (Punkte, Tordifferenz, geschossene Tore) – 3. Tordifferenz – 4. geschossene Tore

| (N) | Neuaufsteiger aus der II Liiga |

## Relegation
Aufstieg
|                        | Gesamt |          | Hinspiel | Rückspiel |
| ---------------------- | ------ | -------- | -------- | --------- |
| FC Lootus Kohtla-Järve | 2:4    | Lelle SK | 0:3      | 2:1       |

Beide Vereine blieben in ihren jeweiligen Ligen.